# Stalachtis phaedusa
Espèce
Stalachtis phaedusa est un insecte lépidoptère appartenant à la famille  des Riodinidae et au genre Stalachtis.

## Taxonomie
Stalachtis phaedusa a été décrit par Jacob Hübner en 1813 sous le nom de Nereis phaedusa

### Sous-espèces
- Stalachtis phaedusa phaedusa
- Stalachtis phaedusa duvalii (Perty, 1833)
- Stalachtis phaedusa exul Seitz, 1917; présent en Guyane
- Stalachtis phaedusa phaloe Staudinger, [1887]; présent au Brésil et au Pérou.
- Stalachtis phaedusa trangeri Schaus, 1928; en Colombie.
- Stalachtis phaedusa zephyritis (Dalman, 1823); au Surinam[1].

### Noms vernaculaires
Stalachtis phaedusase nomme Phadeusa Metalmark en anglais.

## Description
Stalachtis phaedusa est un papillon blanc à blanc bleuté bordé et veiné de marron foncé à noir avec aux ailes antérieures une double bade séparant deux taches blanches ou blanc bleuté à l'apex puis une bande de taches blanches ou blanc bleuté. Les ailes postérieures bleues veinées de marron comportent une bordure orange qui sur l'aile antérieure n'existe qu'à l'angle externe chez certaines sous-espèces, jusqu'à l'apex chez Stalachtis phaedusa phaloe et Stalachtis phaedusa trangeri.

## Écologie et distribution
Stalachtis phaedusa est présent en Guyane, en Guyana, au Surinam, en Colombie, au Brésil et au Pérou.

### Protection
Pas de statut de protection particulier.

## Philatélie
Guyana a émis un timbre à effigie de Stalachtis phaedusa 